# Levan Grande
Levan Grande o scoglio Levano (in croato Levan) è un isolotto disabitato della Croazia, situato all'estremità meridionale dell'Istria, a sudest di Pola.
Amministrativamente appartiene al comune di Lisignano, nella regione istriana.

## Geografia
Levan Grande si trova nella parte orientale del golfo di Medolino, circa 1,4 km a ovest di capo Merlera (rt Marlera). Nel punto più ravvicinato dista 270 m dalla terraferma e 515 m dallo scoglio di Levan Piccolo.
Levan Grande è un isolotto di forma allungata, orientato in direzione nordest-sudovest, che misura 510 m di lunghezza e 190 m di larghezza massima. Ha una superficie di 0,068 km² e uno sviluppo costiero di 1,16 km. Al centro, raggiunge un'elevazione massima di 11 m s.l.m.

### Isole adiacenti
- Levan Piccolo (Levanić), scoglio poco a sud di Levan Grande.
- Cielo (Ceja), l'isolotto maggiore nel golfo di Medolino, a sudovest di Levan Grande.
- Scoglio Santa Marina (Bodulaš), isolotto a sudovest di Levan Grande, al centro del golfo.
- Scoglio Sorzer (Šekovac), scoglio ovale a sudovest di Cielo.
- Scoglio Trombolo (Trumbuja), isolotto a nordest di Cielo.
- Fenera (Fenera), altro isolotto a sudovest di Levan Grande.

### Cartografia
- (HR) Mappa topografica della Croazia 1:25000, su preglednik.arkod.hr.